# Ipogeo

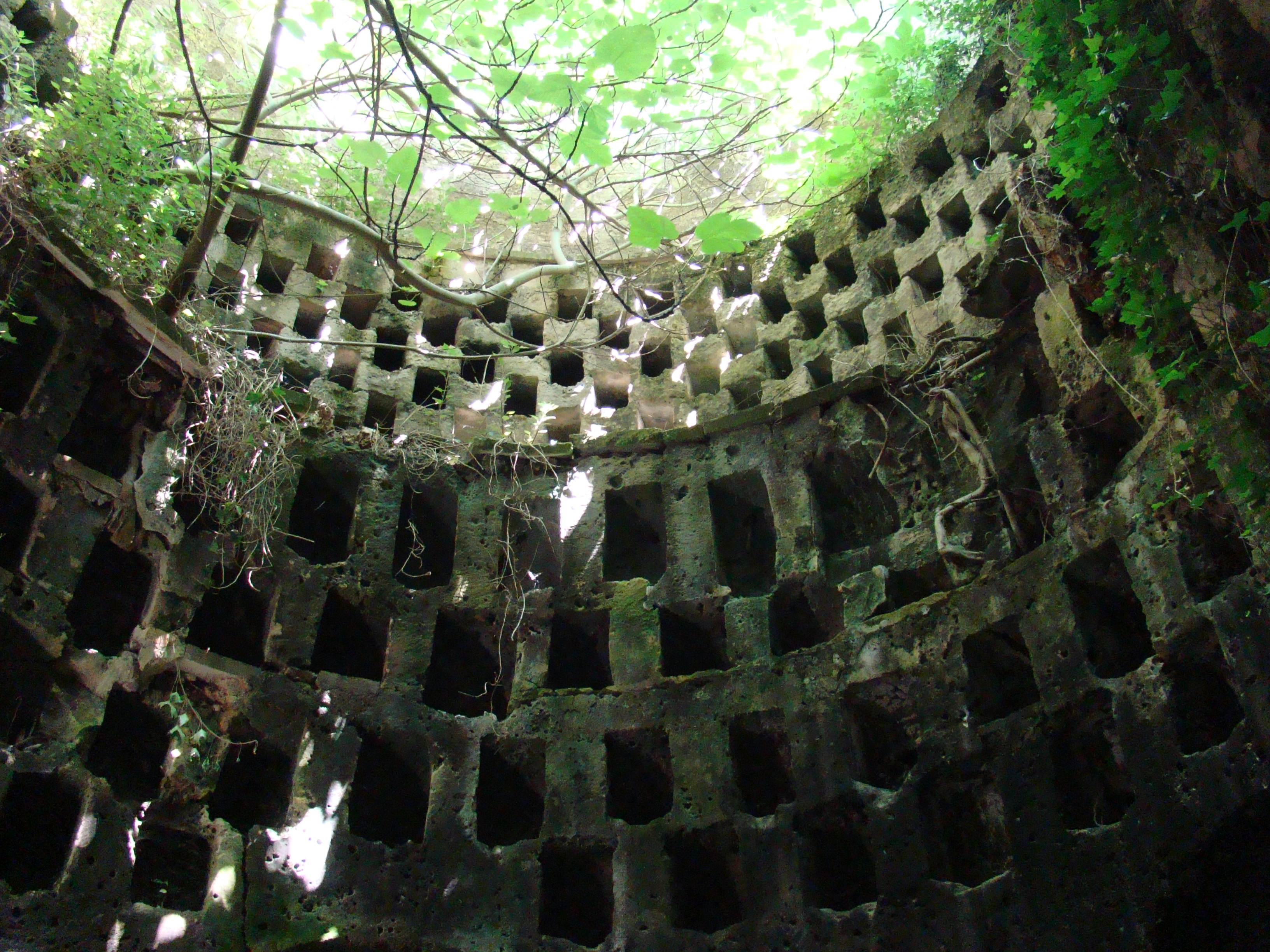
Ipogeo di Torre Pinta a Otranto

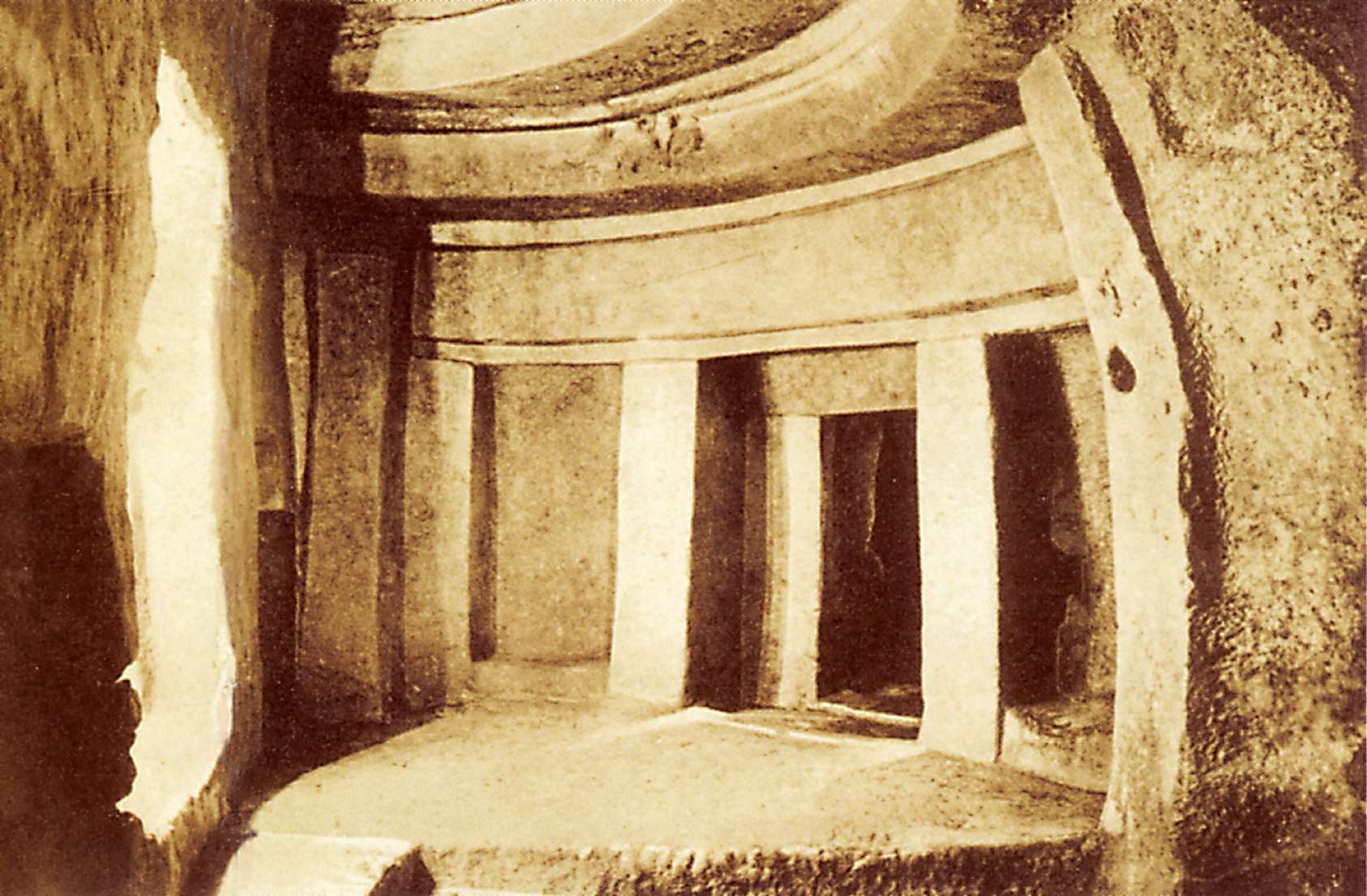
L'Ipogeo di Ħal-Saflieni, Patrimonio dell'umanità

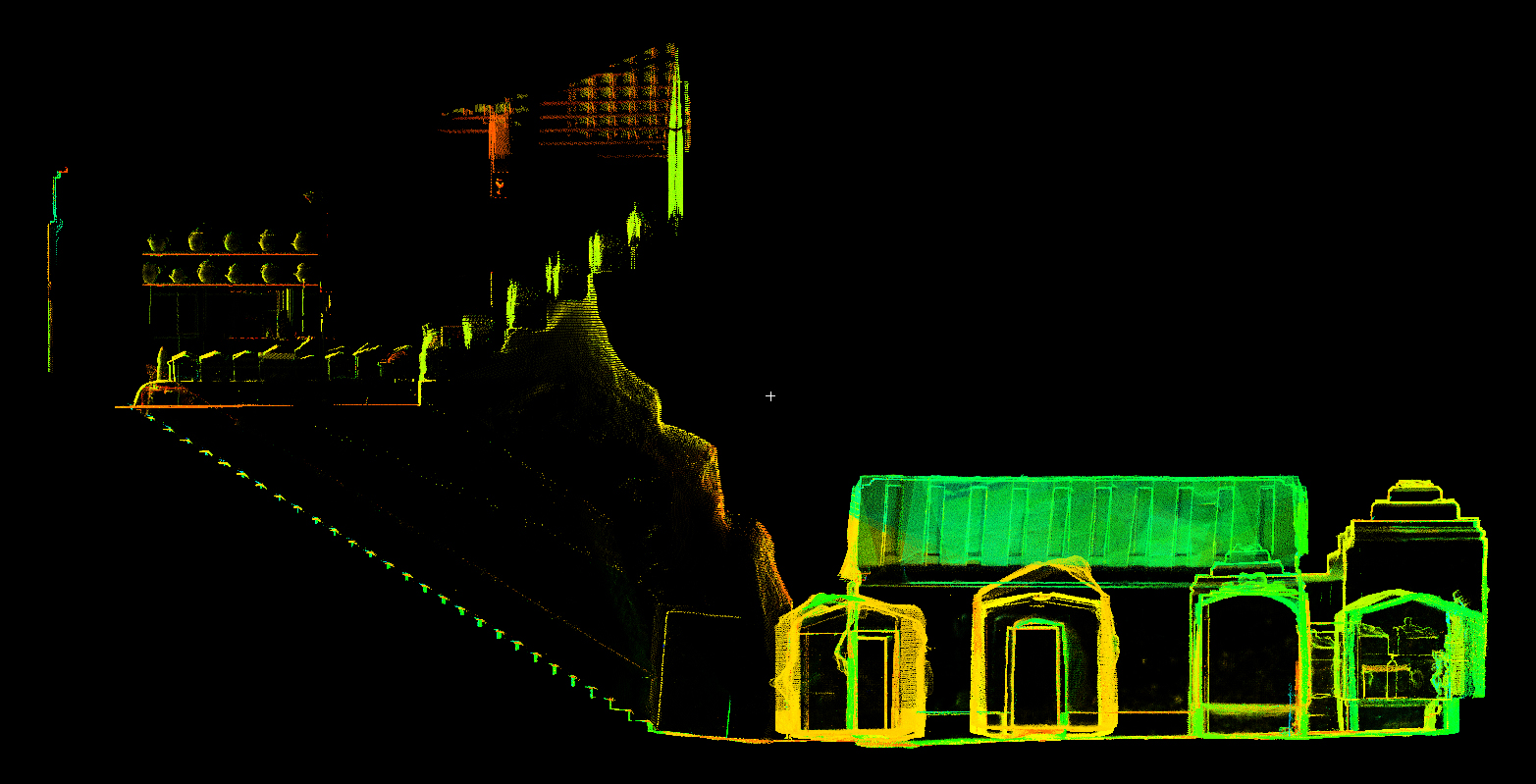
Ipogeo dei Volumni, profilo ovest, rielaborazione 3D

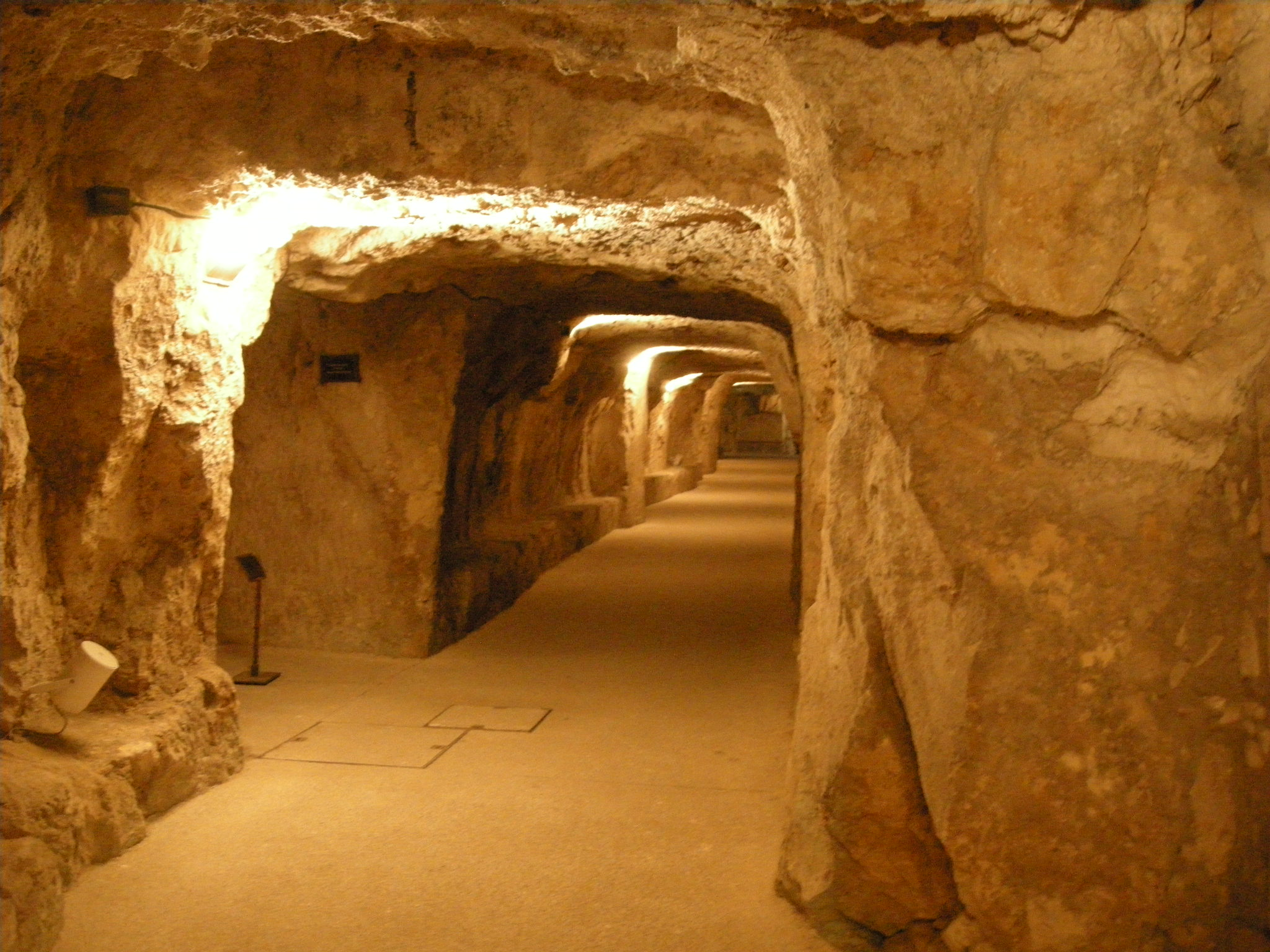
Ipogeo di Piazza Duomo, Ortigia

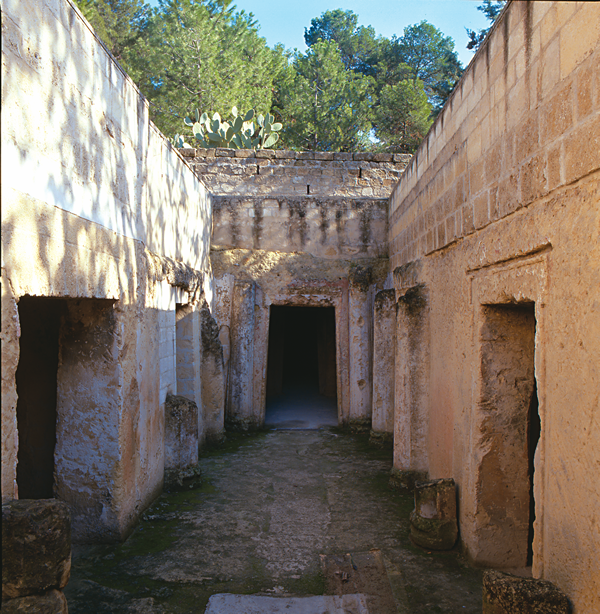
Ipogeo Lagrasta a Canosa di Puglia

Un ipogeo (hypógheios) è una costruzione sotterranea di interesse storico e antropologico, realizzata interamente dall'essere umano o come riadattamento di cavità naturali. Gli ipogei sono studiati dalla speleologia in cavità artificiali (Speleologia urbana).

## L'uso del termine
Il termine ipogeo può essere usato come aggettivo e come sostantivo. Usandolo come aggettivo si può usare per indicare qualcosa che si sviluppa sottoterra, come la flora ipogea o la fauna ipogea.
Parlando di ambienti ipogei ci si riferisce semplicemente ad ambienti sotterranei, o cavità, che possono essere sia naturali, come le grotte di origine carsica, che artificiali.
Parlando di ipogei l'aggettivo si sostantivizza e si riferisce generalmente alle sole cavità artificiali o riadattate; di queste, è in particolare diffusa l'identificazione dell'ipogeo con il sepolcro e la catacomba, cioè con l'uso funerario o cultuale.

## Classificazione degli ipogei
La Artificial Cavities Commission dell'Union Internationale de Spéléologie, basandosi largamente sul lavoro della Società Speleologica Italiana, ha redatto nel 2013 un documento che stabilisce uno schema per la classificazione degli ipogei.
I criteri usati nella classificazione sono:
- l'età;
- la tecnica costruttiva;
- la funzione o scopo;
- la forma e lo sviluppo della struttura;
- il rapporto con l'ambiente circostante;
- il rapporto con gli eventi storici.

### Età
L'età di un ipogeo può andare dalla preistoria ai giorni nostri. Per identificare il periodo di costruzione si usano le lettere dalla a (preistoria) alla n (XX secolo e a seguire), distribuite più densamente col progredire del tempo.

### Tecnica costruttiva o categoria
Le cavità di origine artificiale possono essere ricavate per escavazione completamente sotterranea (cavità scavate nel sottosuolo), ad esempio gallerie in suoli duri come la pietra, oppure costruite in un fossato fatto a cielo aperto, le cui pareti vengono rivestite e sia poi coperto da un tetto, come certe trincee (cavità costruite nel sottosuolo).
Quando invece l'uomo scava per riadattare cavità naturali, ad esempio espandendole, o per raggiungerle dall'esterno, si parla di cavità artificiali miste. Se tali interventi sono limitati e magari indiretti si definiscono invece grotte con interventi antropogeni.
Esistono poi due casi particolari. Specie nelle aree urbane, è comune che costruzioni in origine di superficie finiscano nel sottosuolo per le nuove costruzioni dell'uomo, o per l'azione della natura; si parla in questi casi di cavità ricoperte. Nel caso di strutture come i bunker, costruzioni superficiali molto simili agli ipogei più classici, si parla invece di cavità artificiali anomale.

### Funzione o tipo
Le opere idrauliche comprendono tunnel per il drenaggio di zone umide e per il controllo del livello di riserve idriche, naturali e non; l'intercettazione di falde acquifere e in generale di fonti d'acqua, con relativi acquedotti, cisterne per la riserva e redistribuzione, pozzi per il prelievo. Sono comprese inoltre ghiacciaie, fognature e canali navigabili sotterranei.
Fra le opere insediative civili sono inclusi, ad esempio, i Sassi di Matera e qualsiasi abitazione sotterranea. In gran parte abbandonate, vengono ancora costruite in Cina, ma nell'antichità alcuni di questi insediamenti hanno raggiunto dimensioni notevoli. Sempre civili sono le cantine, e magazzini, silo, stalle e persino piccionaie ed arnie sotterranei, oltre che impianti per la produzione di olio e di corde. In questo tipo sono inclusi anche rifugi temporanei come quelli dei pastori, o nascondigli di pirati e banditi.
Le opere di culto si dividono fra i luoghi di culto e le opere sepolcrali. I primi includono ninfei, mitrei, eremi e monasteri, nonché chiese e cappelle. Le seconde sono catacombe, necropoli e cripte. I due usi possono sovrapporsi.
Le opere militari includono fortificazioni e collegamenti sotterranei, tunnel di mina e contromina, postazioni di sparo, rifugi di guerra per civili e postazioni di comando protette. Queste opere sono state molto utilizzate nelle guerre mondiali, ad esempio sulla Linea Maginot, Linea Sigfrido e Linea Metaxas.
Il gruppo delle opere estrattive cave e miniere di diversi materiali e delle opere industriali: estrazioni dalle caratteristiche diverse, ma anche sondaggi minerari, coltivazioni sotterranee, tipicamente di funghi, o lavorazioni industriali, come i frantoi ipogei.
Le vie di transito infine includono ampie gallerie anche di epoca etrusca e cunicoli non ricollegabili a un uso militare. Ricadono in questo tipo anche le discenderie, pozzi obliqui di cui non è certo lo scopo o l'appartenenza ad opere dallo scopo accertato.
Va notato che di una stessa opera, perdurando nel tempo, può esser fatto più di uno dei precedenti usi.

## Esempi di ipogei
Costituiscono un esempio di costruzioni sotterranee gli ipogei etruschi. Vi è presenza di essi anche in alcune zone di Umbria, Sardegna, Puglia, Sicilia e Basilicata.
Il termine è anche indicato nella descrizione di ambienti ipogei che si possono trovare sotto alcune chiese, come ad esempio nel complesso monumentale di Sant'Agnese fuori le mura, dove fu edificato il mausoleo di Costantina, l'attuale Mausoleo di Santa Costanza, sulla Via Nomentana. È una struttura semi-ipogea, divisa in tre navate da due filari di sette colonne, con gallerie che girano a U sovrastando l'endonartece, come era usuale nelle costruzioni di Costantinopoli. Un altro esempio simile è riscontrabile nella Basilica di San Lorenzo fuori le mura, sulla via Tiburtina.

### Elenco di alcuni ipogei
- Ipogeo di Ħal-Saflieni
- Ipogeo dei Volumni
- Ipogeo celtico
- Ipogeo degli Ottavi
- Ipogeo degli Aureli
- Ipogeo dei Cristallini
- Ipogeo di Vibia
- Ipogeo di via Livenza
- Ipogeo di Torre Pinta
- Ipogeo di via Dino Compagni
- Ipogeo di Santa Maria in Stelle
- Trappeto di Montepeloso
- Ipogeo di Poggio Gaiella
- Catacombe di San Sebastiano
- Tomba dell'Orco
- Ipogeo del Belvedere
- Ipogeo de Beaumont Bonelli[5]
- Spazio ipogeo del duomo di Carignano
- Ipogeo di Crispia Salvia
- Ipogeo di Piagge